# 아베롱주의 아롱디스망
아베롱주의 아롱디스망에는 총 3개가 있다.
- 미요 아롱디스망 (준주도 : 미요)은 15개의 캉통과 101개의 코뮌이 속해 있다.
- 로데스 아롱디스망 (아베롱 주의 주도 : 로데스)은 23개의 캉통과 139개의 코뮌이 속해 있다.
- 빌프랑슈드루에르그 아롱디스망 (준주도 : 빌프랑슈드루에르그)은 8개의 캉통과 64개의 코뮌이 속해 있다.

## 역사
- 1790년 : 오뱅, 미요, 뮈르드바레즈, 로데스, 생타프리크, 생주니에즈, 소브테르, 세브라크, 빌프랑슈 등 9개 디스트리크와 함께 아베롱 주가 생성됨
- 1800년 : 에스팔리옹, 미요, 로데스, 생타프리크, 빌프랑슈 아롱디스망 생성
- 1926년 : 에스팔리옹, 생타프리크 아롱디스망 폐지